# Lacour-d’Arcenay
Lacour-d’Arcenay – miejscowość i gmina we Francji, w regionie Burgundia-Franche-Comté, w departamencie Côte-d’Or.
Według danych na rok 1990 gminę zamieszkiwało 87 osób, a gęstość zaludnienia wynosiła 4 osoby/km² (wśród 2044 gmin Burgundii Lacour-d’Arcenay plasuje się na 823. miejscu pod względem liczby ludności, natomiast pod względem powierzchni na miejscu 384.).